# Cuadrică

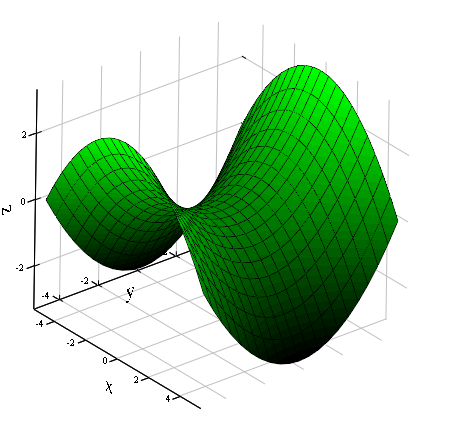
Un exemplu de cuadrică, un paraboloid hiperbolic

În matematică, cuadricele sunt suprafețe algebrice de gradul al doilea, adică suprafețe ale spațiului afin euclidian tridimensional, a căror ecuație se obține prin anularea unui polinom de gradul al doilea în trei variabile.
Prin generalizare, se poate vorbi de suprafețe n-dimensionale în spațiul cu n + 1 dimensiuni generate de locul geometric al soluțiilor unui polinom de gradul doi. În coordonate {x1, x2, ..., xn+1}, cuadrica generată este definită de o ecuație algebrică de forma:
{\displaystyle \sum _{i,j=1}^{n+1}x_{i}Q_{ij}x_{j}+\sum _{i=1}^{n+1}P_{i}x_{i}+R=0}
care poate fi scrisă compact în notație matricială:
{\displaystyle xQx^{T}+Px^{T}+R=0\,}
unde x = {x1, x2, ..., xn+1} este o matrice vector linie, xT este transpusa lui x (un vector coloană), Q este o matrice (n + 1)×(n + 1), P este un vector linie (n + 1)-dimensional, iar R este o constantă scalară. Valorile din Q, P și R sunt de obicei numere reale sau complexe, dar de fapt o cuadrică poate fi definită pe orice inel. În general, locurile geometrice ale soluțiilor polinoamelor sunt varietăți algebrice și fac obiectul  geometriei algebrice.

## Planul și spațiul euclidian
În planul euclidian cuadricele au o singură dimensiune (n = 1), adică sunt linii, curbe. Aceste cuadrice sunt identice cu secțiunile conice și sunt cunoscute sub numele de conice.

Elipsă (e=1/2), parabolă (e=1) și hiperbolă (e=2) cu același focar F și directoare.

În spațiul euclidian cuadricele au două dimensiuni (n = 2), și formează suprafețe cuadice. Printr-o schimbare de variabilă potrivită (transformare izometrică) și alegerea direcțiilor axelor orice cuadrică din spațiul euclidian poate fi adusă la forma canonică. În spațiul euclidian tridimensional există 16 asemenea forme. Dintre acestea, 11 sunt degenerate. Formele degenerate conțin planuri, linii, puncte sau chiar nimic din acestea.
| Cuadrice nedegenerate                                            | Cuadrice nedegenerate                                                            | Cuadrice nedegenerate |
| ---------------------------------------------------------------- | -------------------------------------------------------------------------------- | --------------------- |
| Elipsoid                                                         | {\displaystyle {x^{2} \over a^{2}}+{y^{2} \over b^{2}}+{z^{2} \over c^{2}}=1\,}  |                       |
| Sferoid (caz particular al elipsoidului)                         | {\displaystyle {x^{2} \over a^{2}}+{y^{2} \over a^{2}}+{z^{2} \over b^{2}}=1\,}  |                       |
| Sferă (caz particular al sferoidului)                            | {\displaystyle {x^{2} \over a^{2}}+{y^{2} \over a^{2}}+{z^{2} \over a^{2}}=1\,}  |                       |
| Paraboloid eliptic                                               | {\displaystyle {x^{2} \over a^{2}}+{y^{2} \over b^{2}}-z=0\,}                    |                       |
| Paraboloid de rotație (caz particular al paraboloidului eliptic) | {\displaystyle {x^{2} \over a^{2}}+{y^{2} \over a^{2}}-z=0\,}                    |                       |
| Paraboloid hiperbolic                                            | {\displaystyle {x^{2} \over a^{2}}-{y^{2} \over b^{2}}-z=0\,}                    |                       |
| Hiperboloid cu o pânză                                           | {\displaystyle {x^{2} \over a^{2}}+{y^{2} \over b^{2}}-{z^{2} \over c^{2}}=1\,}  |                       |
| Hiperboloid cu două pânze                                        | {\displaystyle {x^{2} \over a^{2}}+{y^{2} \over b^{2}}-{z^{2} \over c^{2}}=-1\,} |                       |
| Cuadrice degenerate                                              |                                                                                  |                       |
| Con                                                              | {\displaystyle {x^{2} \over a^{2}}+{y^{2} \over b^{2}}-{z^{2} \over c^{2}}=0\,}  |                       |
| Con de rotație (caz particular al conului)                       | {\displaystyle {x^{2} \over a^{2}}+{y^{2} \over a^{2}}-{z^{2} \over c^{2}}=0\,}  |                       |
| Cilindru eliptic                                                 | {\displaystyle {x^{2} \over a^{2}}+{y^{2} \over b^{2}}=1\,}                      |                       |
| Cilindru de rotație (caz particular al cilindrului eliptic)      | {\displaystyle {x^{2} \over a^{2}}+{y^{2} \over a^{2}}=1\,}                      |                       |
| Cilindru hiperbolic                                              | {\displaystyle {x^{2} \over a^{2}}-{y^{2} \over b^{2}}=1\,}                      |                       |
| Cilindru parabolic                                               | {\displaystyle x^{2}+2ay=0\,}                                                    |                       |